# Olympische Sommerspiele 1988/Teilnehmer (Costa Rica)
| Gelbes Symbol für Goldmedaillen mit stilisierten Olympischen Ringen | Graues Symbol für Silbermedaillen mit stilisierten Olympischen Ringen | Braundes Symbol für Bronzemedaillen mit stilisierten Olympischen Ringen |
| ------------------------------------------------------------------- | --------------------------------------------------------------------- | ----------------------------------------------------------------------- |
| —                                                                   | 1                                                                     | —                                                                       |

Costa Rica nahm an den Olympischen Sommerspielen 1988 in Seoul, Südkorea, mit einer Delegation von 16 Sportlern (neun Männer und sieben Frauen) teil.

## Medaillengewinner

### Silber
| Name        | Sportart  | Wettkampf                  |
| ----------- | --------- | -------------------------- |
| Silvia Poll | Schwimmen | Frauen, 200 Meter Freistil |

## Teilnehmer nach Sportarten

### Boxen
- Humberto Aranda
Weltergewicht: 9. Platz

### Gewichtheben
- Rafael Elizondo
Leichtschwergewicht: 16. Platz

### Judo
- Henry Núñez
Leichtgewicht: 19. Platz

### Leichtathletik
- Ronaldo Lanzoni
Marathon: 40. Platz

- Juan Amores
Marathon: 45. Platz

- Luis López Rocer
Marathon: 68. Platz

- Maureen Stewart
Frauen, 800 Meter: Vorläufe

### Schießen
- Mariano Lara
Luftpistole: 42. Platz

### Schwimmen
- Horst Niehaus
100 Meter Rücken: 42. Platz
200 Meter Rücken: 34. Platz
200 Meter Lagen: 44. Platz

- Eric Greenwood
100 Meter Rücken: 45. Platz
200 Meter Rücken: 35. Platz
200 Meter Lagen: 43. Platz

- Carolina Mauri
Frauen, 50 Meter Freistil: 33. Platz
Frauen, 100 Meter Freistil: 41. Platz
Frauen, 4 × 100 Meter Freistil: 12. Platz
Frauen, 4 × 100 Meter Lagen: 15. Platz

- Silvia Poll
Frauen, 100 Meter Freistil: 5. Platz
Frauen, 200 Meter Freistil: Silber 
Frauen, 4 × 100 Meter Freistil: 12. Platz
Frauen, 100 Meter Rücken: 6. Platz
Frauen, 4 × 100 Meter Lagen: 15. Platz

- Natasha Aguilar
Frauen, 200 Meter Freistil: 34. Platz
Frauen, 4 × 100 Meter Freistil: 12. Platz

- Marcela Cuesta
Frauen, 4 × 100 Meter Freistil: 12. Platz
Frauen, 100 Meter Schmetterling: 33. Platz
Frauen, 4 × 100 Meter Lagen: 15. Platz

- Sigrid Niehaus
Frauen, 100 Meter Brust: 35. Platz
Frauen, 200 Meter Brust: 38. Platz
Frauen, 4 × 100 Meter Lagen: 15. Platz

- Montserrat Hidalgo
Frauen, 100 Meter Brust: 36. Platz
Frauen, 200 Meter Brust: 37. Platz